# Hohe Aifner Spitze
Hohe Aifner Spitze är en bergstopp i Österrike.   Den ligger i distriktet Landeck och förbundslandet Tyrolen, i den västra delen av landet, 400 km väster om huvudstaden Wien. Toppen på Hohe Aifner Spitze är 2 779 meter över havet, eller 203 meter över den omgivande terrängen. Bredden vid basen är 1,1 km.
Terrängen runt Hohe Aifner Spitze är huvudsakligen mycket bergig. Närmaste större samhälle är Zams, 12,3 km nordväst om Hohe Aifner Spitze. 